# Partners Federal Credit Union
Partners Federal Credit Union est un organisme financier de type coopérative de crédit pour les employés de la Walt Disney Company.

## Historique
En 1945, un syndicat  propose la création une coopérative de crédit au sein des Walt Disney Studios de Burbank, nommée Walt Disney Employees Federal Credit Union mais son existence fut assez courte.
Le 26 avril 1960, une nouvelle coopérative de crédit est créée pour les animateurs et autres employés de la société Disney basés à Burbank, nommée Vista Federal Credit Union.
Le 18 mars 1968, un équivalent est créé pour les employés de Disneyland pour aider les Cast Members et leurs familles, sous le nom DRC Federal Credit Union, DRC étant l'acronyme de Disneyland Recreational Club, précurseur du service des activités employés (équivalent d'un comité d'entreprise).
En 1971 lors de l'ouverture de Walt Disney World Resort les employés décidèrent d'être rattaché à Vista FCU et non à Partners FCU. À la suite de cette expansion en Floride, Vista a dû ouvrir des agences dans 50 états des États-Unis afin de continuer à gérer les anciens employés de Disney.
Dans les années 1970, DRC Federal se rebaptise Disneyland Employees Federal Credit Union.
Dans les années 1980, à la demande de Michael Eisner, la coopérative est renommée Partners Federal Credit Union pour ne plus faire apparaître le terme Disneyland. En 1988, avec le rachat par Disney de la Wrather Company, les anciens employés de Wrather sont rattachés à Partners dont ceux du complexe du Queen Mary à Long Beach.
Avec le rachat en 1966 de la société American Broadcasting Company, Disney a créé des liens avec l'établissement équivalent d'ABC, l'American Broadcast Employees Federal Credit Union (ABE FCU) créé en 1967.
En 2001, Partners modifie ses conditions d'adhésion et l'étend à tout employé de la Walt Disney Company quel que soit l'état américain dans lequel il travaille.
En février 2005, Partners comptait plus de 37 000 "membres" et 235 millions de dollars de capitaux tandis que Vista comptait 66 000 "membres".
Le 5 novembre 2007, Vista Federal Credit Union et Partners Federal Credit Union ont fusionné sous le nom Partners Federal Credit Union.
Le 23 janvier 2013, Partners s'associe à CU Realty pour proposer un nouveau type de prêt immobilier, directement au vendeur. À cette occasion, Partners annonce 98 000 membres et 1,13 milliard d'actifs.
Le  19 juin 2015, Disney reconduit pour 11 ans et étend sa location à 110 000 pieds carrés (10 219 m2) des 180 000 pieds carrés (16 723 m2) du Buena Vista Plaza, édifice de 7 étages hébergeant la Partners Federal Credit Union.
Le 26 janvier 2017, l'investisseur immobilier Melno Equities achète pour 52,5 millions de dollars le Buena Vista Plaza à Burbank, un immeuble de 116 000 pieds carrés (10 777 m2) totalement loué par Disney, principalement par sa coopérative de crédit Partners Federal Credit Union.

## Les bureaux
Le service DRC Federal Credit Union a occupé de nombreux et divers locaux au sein du complexe de Disneyland Resort au fil des années : un local derrière la boutique Camera Shop à son ouverture, un bâtiment temporaire derrière Main Street USA et Space Mountain dans les années 1970. Avant la fin de l'année 1977, il déménage dans un bâtiment nommé Harbor House au nord-est du complexe.
À la suite de l'intégration des employés de Floride à Vista, la coopérative a dû ouvrir des agences dans 50 États des États-Unis afin de continuer à gérer les anciens employés de Disney.
Principaux bureaux
- Californie : 
  - au 500 South Buena Vista, Burbank, au sein du complexe de Burbank
  - au 2411 West Olive Avenue, Burbank, à 550 m au nord du complexe de Burbank, Disney occupe plusieurs étages du Buena Vista Plaza en location
  - au 700 West Ball Road, Anaheim, c'est le Team Disney Building Anaheim
  - au 2190 South Towne Centre Place, Anaheim à quelques kilomètres à l'est de Disneyland, au sud du Angel Stadium of Anaheim
- Floride
  - au 5555 North Center Drive, Lake Buena Vista, au sein de Central Shop North
  - au 1375 Buena Vista Drive, Lake Buena Vista,  c'est le Team Disney Building Orlando
  - au 13705 International Drive, Orlando, juste au sud du Lake Bryan, à quelques kilomètres à l'est de Downtown Disney.